# Hébron, Palestine, la fabrique de l'occupation
Hébron, Palestine, la fabrique de l'occupation (hébreu : 2: מעבדת השליטה (סרט) ; anglais : H2: The Occupation Lab) est un documentaire des réalisateurs israéliens Noam Shizaf et Idit Abrahami (he) produit en 2022. Le film traite de la domination israélienne (en) dans le quartier H2 à Hébron en Cisjordanie et se concentre sur la rue Al-Shuhada et les événements et processus qui se sont déroulés dans et autour de la rue, en tant que microcosme du développement du conflit israélo-palestinien. Le documentaire est projeté dans le cadre de la compétition officielle israélienne Docaviv (en) à Tel Aviv en 2022, diffusé sur Channel 8 (en) et dans La Case du siècle sur France 5 en 2023.

## Contexte
La rue Al-Shuhada à Hébron est la rue principale de la vieille ville qui mène vers le tombeau des Patriarches. Dès 1972 des colons israéliens s'y installent, et dès la fin des années 1970, les autorités israéliennes leur accordent l'accès au tombeau - qui leur était fermé jusqu'alors.
À la suite du massacre du tombeau des Patriarches en février 1994 perpétré par Baruch Goldstein, membre du parti nationaliste-religieux Kach et Kahane Chai, l'État hébreu a fermé la rue aux Palestiniens et a également  fermé le marché central de gros de la région d'Hébron, la gare routière centrale et les magasins arabes qui y étaient ouverts. 
À la suite des accords d'Oslo, Benyamin Netanyahou a signé  en 1997 les accords d'Hébron divisant la ville en une zone contrôlée par les Palestiniens (H1) et une zone contrôlée par les Israéliens (H2). Dans le cadre de cet accord, la rue a été rouverte à la circulation des véhicules palestiniens, mais après le déclenchement de la seconde intifada, la rue a été de nouveau fermée et reste fermée à la circulation palestinienne.

## Résumé

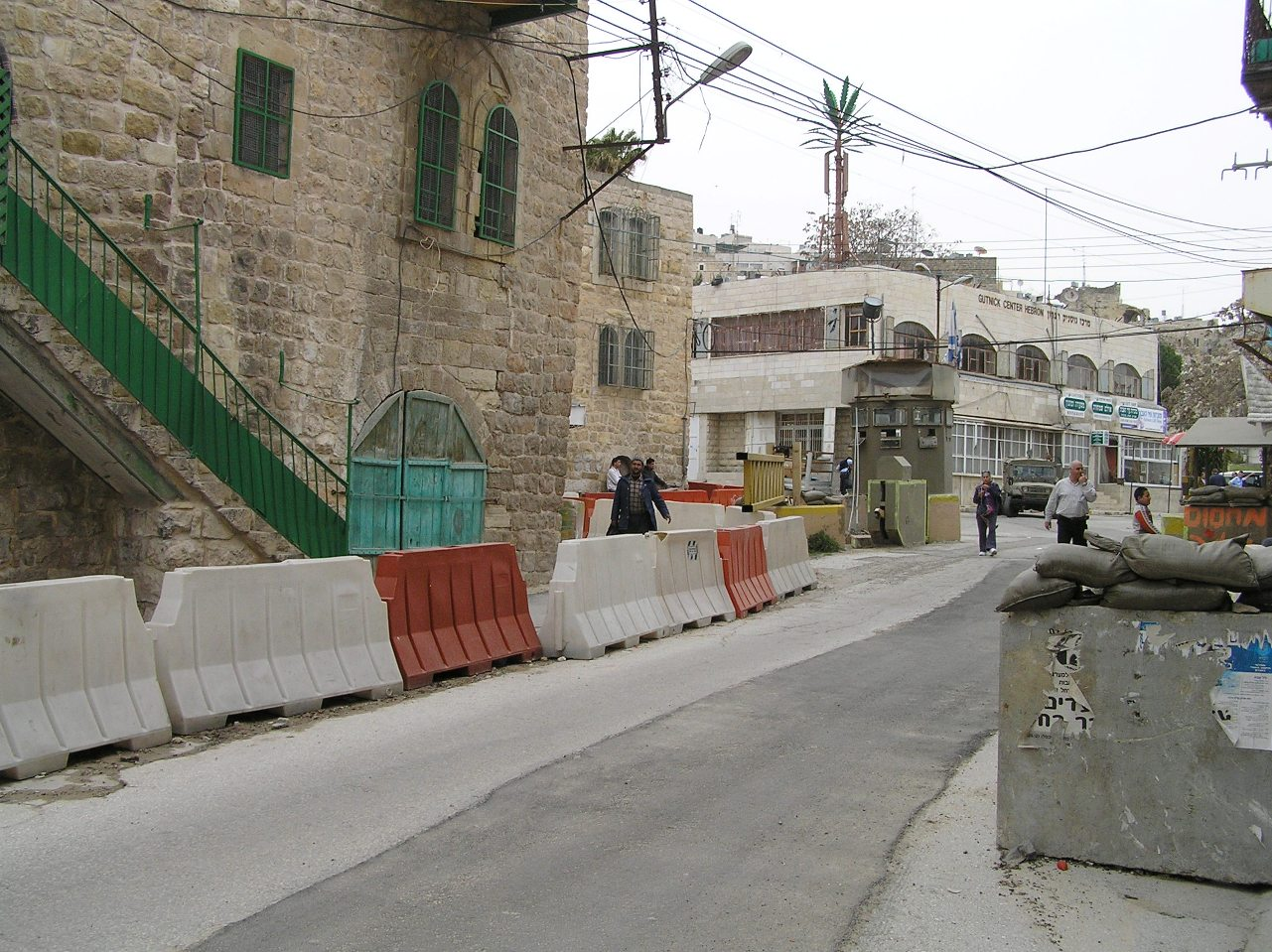
Checkpoint à Hébron en 2007.

Le film traite de la domination israélienne (en) à Hébron, plus grande ville de Cisjordanie, qui compte 215 000 habitants palestiniens. Tsahal allègue la nécessité de protéger les 800 colons juifs pour conserver et durcir sa mainmise sur la zone. Chaque attentat - commis par des Israéliens ou des Palestiniens - devient l'occasion d'une surveillance militaire accrue. Alors que la présence juive à Hébron (en) devient plus importante, les Palestiniens quittent progressivement la ville.
Les cinéastes Noam Shizaf et Idit Abrahami se concentrent sur la rue Shuhada, qui se trouve à la frontière de la zone H2 et qui a été un point de friction entre Juifs et Palestiniens au fil des années. .
Selon les réalisateurs, Hébron et les processus qui s'y déroulent constituent un microcosme des tendances plus larges du conflit israélo-palestinien et un « laboratoire » pour les techniques de contrôle mises au point dans cette ville puis étendues par l'armée israélienne dans le reste de la Cisjordanie. C’est à Hébron qu'ont été pratiqués pour la première fois la ségrégation spatiale entre les Palestiniens et les colons israéliens, les routes interdites aux Palestiniens, le harcèlement nocturne de Palestiniens,  ainsi que « le fichage d’une population entière par reconnaissance faciale ».
Le film présente les événements majeurs qui se sont déroulés à Hébron et ont marqué le conflit israélo-palestinien : le massacre de 1929, la guerre des Six Jours, la colonie du Park Hôtel à Hébron, l'établissement de la colonie de Kiryat Arba en 1968, les élections municipales de 1976 (en), la colonie de Beit Hadassah et les sites juifs dans la ville, l'attaque d'Hebron en 1980 (en), le massacre du tombeau des Patriarches en 1994, les accords d'Hébron en 1997, la création de l'organisation Breaking the Silence et le meurtre d'Abdel Fattah al-Sharif (en).
Le film utilise largement des documents d'archives d'Israël et du monde et comprend des interventions historiques et des entretiens contemporains avec des commandants de la Brigade Yehuda (he) et de l'administration civile, notamment Shlomo Gazit (en), Freddy Zach, Ephraim Sneh (en), Meir Khalifi (he), Gadi Shamni (en), Yigal Sharon et Noam Tibon (he), des personnalités comme Michael Sfard (en) avocat israélien et militant des droits humains, Yehuda Shaul, ancien sergent d'infanterie et défenseur israélien des droits humains, Michal Arbell-Tor (en), universitaire israélienne, Moshe Dayan, Yitzhak Rabin, David Lévy et Amnon Cohen, ministres et hommes politiques israéliens, des journalistes comme Danny Rubinstein (en), Rafik Halabi (he) et Ronni Shaked, des résidents juifs comme Myriam (he) et Moshe Levinger, dirigeants des colons israéliens, Noam Arnon (he), porte-parole de la colonie juive, et palestiniens comme Muhammad Ali Ja'abari (en) et Fahad Al-Qawasmi, anciens maires d'Hébron, Abed El Fatach Jaida, commandant du secteur palestinien et Fayzeh Abu Shamsiya, photographe et vidéaste,.

## Fiche technique
- Réalisation : Noam Shizaf, Idit Abrahami (he)
- Production : Hilla Medalia, Paul Cadieux
- Coproducteurs : Serge Gordey, Martin Laurent, Hannah Phlypo, Maryse Rouillard
- Société de production : Medalia Productions
- Scénario : Noam Shizaf, Idit Abrahami
- Montage : Erez Lauper
- Photo : Avner Shaf
- Enquête : Idit Abrahami, Noam Shizaf
- Illustration sonore : Martin Cadieux-Rouillard
- Musique : Eric Shaw
- Narration : Léonie Simaga

Le film est produit en 2022 avec le soutien de Channel 8 (en), HOT8, le Nouveau Fonds pour le cinéma et la télévision (he), le ministère de la Culture et des Sports (en), le Conseil israélien du cinéma (he), la Loterie (en), CoPro, France Télévisions, RTBF, RTS, SVT, YLE, MetFilm Sales. D'une durée de 105 minutes dans sa version israélienne et de 52 minutes dans sa version française, il est diffusé sur Channel 8 et dans La Case du siècle sur France 5 en 2023.

## Événements
Le film est projeté dans le cadre du festival Docaviv (en) 2022.

## Avis des critiques de cinéma
La section culture et divertissement d'Ynet déclare que le film « n'est pas nécessairement objectif envers les deux parties, mais avec l'image de la situation qu'il donne, il est impossible de discuter » et qu'il « ne permet pas de solutionner la situation dans les territoires occupés ».
La section culture de Walla ! (he) écrit que le film est un « coup de poing dans le ventre » et qu'« il ne faut pas fermer les yeux dessus ».
La section culture de Maariv déclare que « Ni la droite ni la gauche ne pourront faire l'autruche après ce film. Une rue d'Hébron présente au spectateur, en face, le sens d'un seul peuple au pouvoir plutôt qu'un autre ».
La section télévision de Haaretz estime que « regarder le film est dérangeant et douloureux, et donc important ».
Israel Hayom écrit que « « Hébron : Le Laboratoire de Contrôle » est un film qui ne cache pas la propagande pour laquelle il a été envoyé ».
Pour France Télévisions, le documentaire, implacable et censuré, raconte l'histoire d'un microcosme de l'occupation « où toutes les normes de la vie démocratique sont inversées ». Isabelle Malin, toujours sur le site de France Télévisions, retient que « des soldats israéliens ont quitté l'armée pour dénoncer les violences contre la population palestinienne d'Hébron ».
Louis Imbert dans Le Monde, évoque Hébron comme « une ville malade et contagieuse. Un noyau de haine et d’oppression [qui] métastase de ses ruelles à travers toute la Cisjordanie occupée ».
Dans Télérama, Étienne Labrunie donne la parole à Sophie Bessis qui voit dans les débordements de l'armée israélienne à Hébron « un symbole de l'intensification de la violence érigée en modèle par l'extrême droite au pouvoir ».
Pour Libération, le documentaire pose « un regard sans concession sur les colons ».
Anne Schiffmann évoque sur le site de la RTBF « le récit implacable de deux cinéastes israéliens » qui apporte un éclairage indispensable sur le conflit israélo-palestinien.

## Controverse
La projection du film a suscité des critiques dans la société israélienne et a appelé au refus de financement de ses créateurs. L'organisation Betzelmo (he) a tenté, à plusieurs reprises, d'empêcher la projection du film en Israël. À la Cinémathèque de Pardes Hana, la première projection a été annulée car, selon la Cinémathèque, il s'agit d'un film anti-israélien,,.